# Acadia Parish

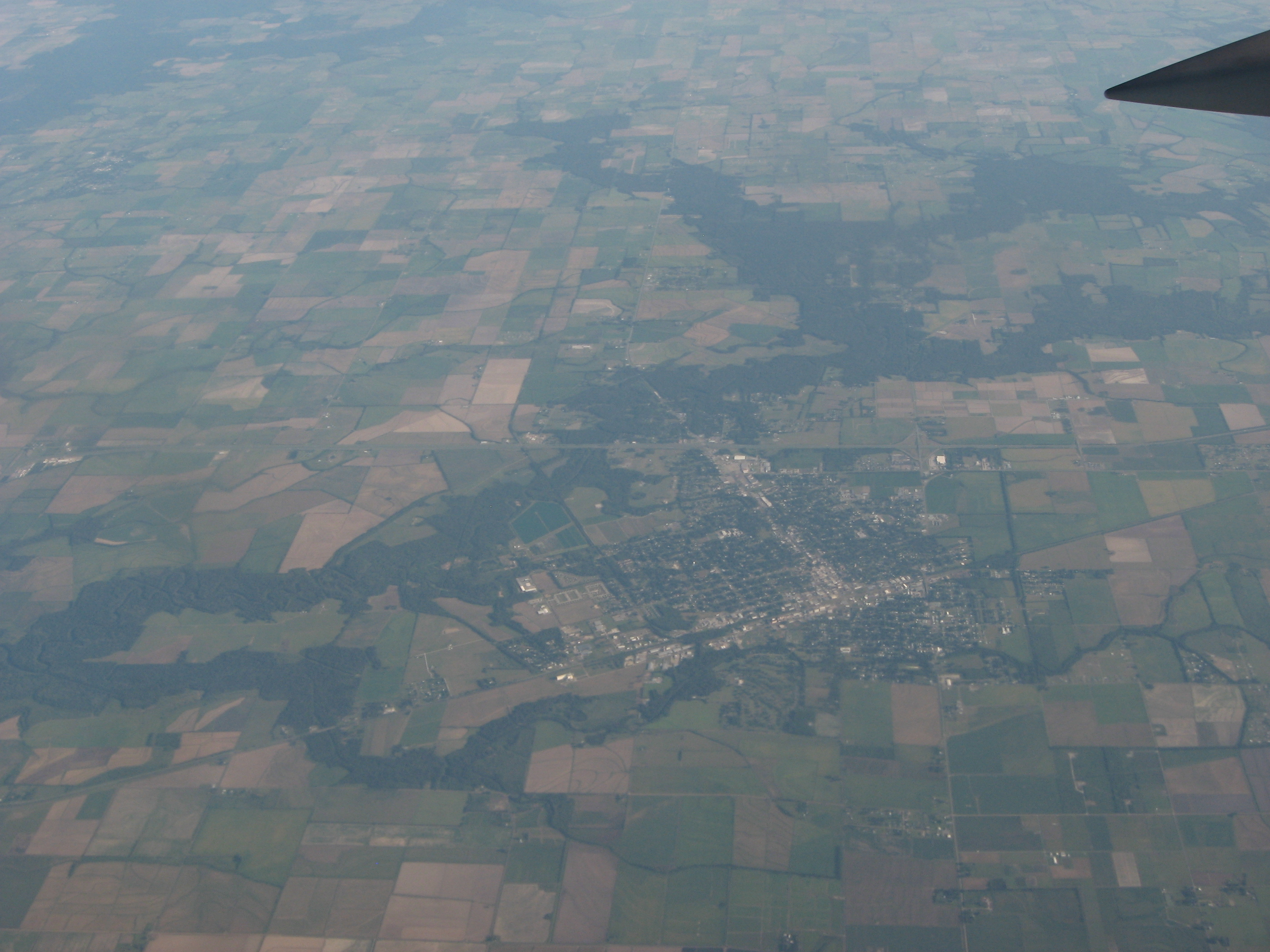
Vogelperspektive auf Crowley im Acadia Parish

Das Acadia Parish (frz.: Paroisse de l'Acadie) ist ein Parish im US-amerikanischen Bundesstaat Louisiana. Bei der Volkszählung im Jahr 2020 hatte das Parish 57.576 Einwohner und eine Bevölkerungsdichte von 33,9 Einwohnern pro Quadratkilometer. Der Verwaltungssitz (Parish Seat) ist Crowley. Das Acadia Parish ist nach der französischen Kolonialregion in den kanadischen Seeprovinzen benannt.

## Geografie
Das Parish liegt südlich des geografischen Zentrums von Louisiana und wird vom in den etwa 80 km entfernten Golf von Mexiko mündenden Mermentau River durchflossen. Es hat eine Fläche von 1703 Quadratkilometern, wovon sechs Quadratkilometer Wasserflächen sind. An das Acadia Parish grenzen folgende Nachbarparishes:
|                        | Evangeline Parish                           | St. Landry Parish |
| Jefferson Davis Parish | Kompassrose, die auf Nachbargemeinden zeigt | Lafayette Parish  |
|                        | Vermilion Parish                            |                   |

## Geschichte
Das Acadia Parish wurde am 30. Juni 1886 aus Teilen des St. Landry Parish gebildet. Benannt wurde es nach den Flüchtlingen aus Nova Scotia.

## Demografische Daten
Nach der Volkszählung im Jahr 2010 lebten im Acadia Parish 61.773 Menschen in 21.984 Haushalten. Die Bevölkerungsdichte betrug 36,4 Einwohner pro Quadratkilometer. In den 21.984 Haushalten lebten statistisch je 2.75 Personen.
Ethnisch betrachtet setzte sich die Bevölkerung zusammen aus 79,5 Prozent Weißen, 18,1 Prozent Afroamerikanern, 0,3 Prozent amerikanischen Ureinwohnern, 0,2 Prozent Asiaten sowie aus anderen ethnischen Gruppen; 1,3 Prozent stammten von zwei oder mehr Ethnien ab. Unabhängig von der ethnischen Zugehörigkeit waren 1,7 Prozent der Bevölkerung spanischer oder lateinamerikanischer Abstammung.
27,3 Prozent der Bevölkerung waren unter 18 Jahre alt, 59,9 Prozent waren zwischen 18 und 64 und 12,8 Prozent waren 65 Jahre oder älter. 51,2 Prozent der Bevölkerung war weiblich.
Das jährliche Durchschnittseinkommen eines Haushalts lag bei 37.261 USD. Das Prokopfeinkommen betrug 18.116 USD. 20,1 Prozent der Einwohner lebten unterhalb der Armutsgrenze.

## Ortschaften im Acadia Parish
| Citys - Crowley - Eunice1 - Rayne | Towns - Basile2 - Church Point - Duson3 - Iota | Villages - Estherwood - Mermentau - Morse |

Census-designated places (CDP)
- Branch
- Egan

Unincorporated Communities
| - Arceneaux - Bates - Castille - Deshotel - Ebenezer - Ellis - Evangeline | - Frey - Hundley - Judd - Keystone - Lyons Point - Maxie - Midland | - Millerville - Mire - Mowata - Nezpique - Peach Bloom - Pitreville - Prudhomme | - Richard - Roberts Cove - Rork - Tepetate - Tortue - Whitehouse - Williams |

1 – teilweise im St. Landry Parish

2 – teilweise im Evangeline Parish

3 – teilweise im Lafayette Parish

## Gliederung

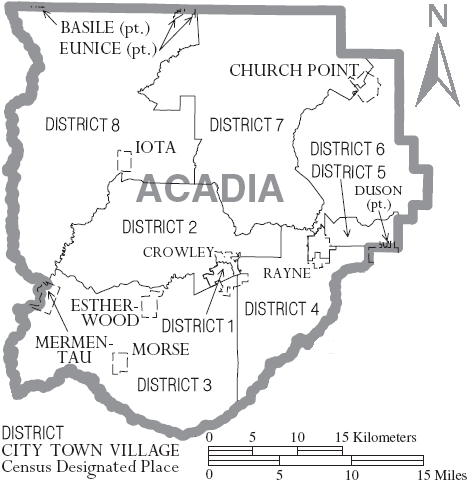
Gliederung des Acadia Parish

Das Acadia Parish ist in 8 durchnummerierte Distrikte eingeteilt:
| Distrikt | Einwohner (2010) | FIPS     |
| -------- | ---------------- | -------- |
| 1        | 6.397            | 22-94000 |
| 2        | 7.552            | 22-94201 |
| 3        | 7.300            | 22-94381 |
| 4        | 7.380            | 22-94567 |
| 5        | 7.524            | 22-94759 |
| 6        | 8.822            | 22-94933 |
| 7        | 8.446            | 22-95092 |
| 8        | 8.352            | 22-95242 |